# Tanemura Arina
Tanemura Arina (種村 有菜 (Chủng Thôn Dụ Thái) sinh 12 tháng 3 năm 1978) là một tác giả manga người Nhật, chuyên sáng tác truyện ở mảng shōjo manga. One-shot The Style of the Second Love (2番目の恋のかたち Niban-me no Koi no Katachi) đánh dấu mở đầu cho sự nghiệp của bà, sau này được in vào tuyển tập Short-Tempered Melancholic. I.O.N là manga đột phá của bà, từ 1998 – 2000, bà hoạt động trên loạt truyện Phantom Thief Jeanne, Time Stranger Kyoko và Full Moon o Sagashite. Năm 2004, Tanemura ra mắt The Gentlemen's Alliance Cross, manga đầu tiên của bà có hơn 7 tập truyện. Tanemura đăng Fudanjuku Monogatari trên tạp chí Margaret từ tháng 7 đến tháng 11 năm 2011.
Phong cách vẽ của Tanemura khiến cho manga của bà khó để hoạt họa, nhưng thay vì đó thì Phantom Thief Jeanne và Full Moon o Sagashite vẫn chuyển thành hai bộ anime, còn Time Stranger Kyoko chuyển thành một OVA. Năm 2011, bà bắt đầu đăng manga trên Ribon và được xuất bản từng volume bởi Shueisha. Để kỷ niệm 15 năm cho công việc của Tanemura, một bản album tự bà sáng tác lời và hát giọng tên Junai Tenshi (純愛天使) ra mắt vào năm 2011. Cùng với nhiều mangaka khác, Tanemura đã đóng góp một dōjinshi cho trận động đất và sóng thần Tōhoku 2011. Tháng 11, năm 2011, Tanemura không lâu trở thành một tác giả manga freelance và làm việc với Shueisha. Bà vẫn tiếp tục phát hành Sakura Hime Kaden trên tạp chí Ribon cho tới khi nó kết thúc vào 2012. Series Neko to Watashi no Kinyōbi bắt đầu đăng trên Margaret từ 2013 đến 2015. Bà xuất bản josei manga đầu tiên là 31 Ai Dream trên tạp chí Melody vào năm 2013.
Viz Media phát hành bản tiếng Anh những series nổi tiếng của bà. Gần đây nhất, Tanemura đã giúp thiết kế nhân vật cho Idolish7.

## Công việc

### Series
- I.O.N [イ・オ・ン] (1997)
- Phantom Thief Kamikaze Kaito Jeanne [風怪盗ジャンヌ / Kamikaze Kaitō Jannu] (1998-2000)
- Time Stranger Kyoko [時空異邦人KYOKO / Taimu Sutorenjā Kyōko] (2000-2001)
- Full Moon o Sagashite [満月をさがして / Furu Mūn o Sagashite] (2002-2004)
- The Gentlemen's Alliance Cross (2004-2008)
- Mistress Fortune (2008)
- Sakura Hime: The Legend of Princess Sakura (2008-2012)
- Fudanjuku Monogatari (2011)
- Arina no Tane (2012)
- Neko to Watashi no Kinyobi (2013-2015)
- Idol Dreams (2013-nay)
- Shunkan Ryle (cùng Yui Kikuta; 2015-2018)
- Idolish 7 TRIGGER -before The Radiant Glory- (2016)
- Akuma ni Chic×Hack (2016)
- Idolish 7: Ryusei ni Inoru (2017-2018)
- Idolish 7 - re:member (2018-nay)

### One-shot
- Short-Tempered Melancholic (1998)
- Gin-yu Meika (2001)
- Shojo Eve: Eve's Applework 24 Hours (2007)
- The Globe of the Sea: Nocturne (2007)
- White Rose Academy: Vampire Rose (2009)
- The Angelic Gold Coin of Maple Rose (2010)
- Sakana to Watashi no Spica (2015)

### Artbook
- Kamikaze Kaito Jeanne: Arina Tanemura Illustrations (2000)
- The Arina Tanemura Collection: The Art of Full Moon (2004)
- The Gentlemen's Alliance Cross: Arina Tanemura Illustrations (2008)
- Paint Ribon: Art of Sakura Hime Kaden (2009)